# 网脉杜茎山
网脉杜茎山（学名：Maesa reticulata），为紫金牛科杜茎山属下的一个种。

## 扩展阅读
維基物種上的相關：网脉杜茎山